# Tresteg (danssteg)
Ett tresteg består av tre dansade steg framåt där det andra steget är kortare och foten sätts i nära eller jämsides den andra. Dansas istället "tre steg" är stegen ungefär lika långa. Tresteg dansas i bland annat schottis och en del hambovarianter.